# Марков Ліс
Марков Ліс — селище у складі міського поселення Клин Клинського району Московської області Російської Федерації.

## Розташування
Селище Марков Ліс входить до складу міського округу Клин.

## Населення
Станом на 2010 рік у селі проживало 425 людей